# Max Manitius
Max Manitius (Dresda, 23 marzo 1858 – 21 settembre 1933) è stato uno storico e latinista tedesco.

## Biografia
Figlio di Wilhelm Manitius (1808-1885), il cancelliere di corte e segretario del Ministro della Giustizia del Sassonia, dopo aver frequentato il ginnasio di Lipsia, nel 1877 si iscrisse al'Università di Lipsia dove si occupò di storia e studi classici. Quattro anni più tardi conseguì il dottorato con Wilhelm Arndt e una dissertazione sugli anali dell'impero carolingio, che prendeva in esame gli Annales Bertiniani, gli Annales Laurissenses minores  e gli Annali di Fulda.
Dal 1883 al 1884 fu assunto come "collaboratore senza qualifiche" (Hilfsarbeiter) della Monumenta Germaniae Historica (MGH) -all'epoca un nome di prassi per il personale non scientifico-, dove supportò Ernst Dümmler nella stesura della seconda edizione dell'MGH Poetae.  Nel 1884 divenne professore al liceo femminile "Noldenschen" di Dresda, attività che gli permise di dedicarsi a tempo pieno alla ricerca storica, presto divenuta la sua fonte principale di sostentamento. Lo stesso anno pubblicò un'edizione critica del De situ orbis, un manoscritto anonimo dell'IX secolo.
Nel 1889 pubblicò un compendio della storia del X e dell'XI secolo iniitolato Deutsche Geschichte unter den sächsischen und salischen Kaisern (911–1125) ("Storia della Germania sotto gli imperatori e sassoni e salici (911-1125)"), al quale seguì due anni dopo Geschichte der christlich-lateinischen Poesie bis zur Mitte des 8. Jahrhunderts "Storia della poesia cristiano-latina fino alla metà dell'VIII secolo"), oltre a traduzioni commentate di alcuni testi come l'Archipoeta e lo studio Bildung, Wissenschaft und Literatur im Abendlande von 800 bis 1100 ("Istruzione, scienza e letteratura in Occidente dall'800 al 1100").
La sua notorietà è dovuta principalmente alla Geschichte der lateinischen Literatur des Mittelalters, pubblicata in tre volumi (nel 1911, nel 1923 e nel 1932) all'interno della X sezione dell'Handbuch der Altertumswissenschaft ("Manuale di Studi Classici"), che è rimasta l'unica parte della monumentale opera non sottoposta ad alcuna revisione successiva. L'incarico di curatore era stato originariamente affidato a Ludwig Traube († 1907), allora rettore della MGH, che nel 1905 aveva lasciato l'incarico a seguito di una leucemia, indicando Manitius come possibile sostituto.
L'ultima opera Handschriften antiker Autoren in mittelalterlichen Bibliothekskatalogen ("Manoscritti degli autori antichi nei cataloghi bibliografici medioevali") fu pubblicata postuma dal figlio Karl Manitius, anch'egli storico e filologo medievale, che dal 1949 fu promosso al ruolo di libero professionista della MGH. Gli scritti di Manitius sono custodite nell'archivio centrale della Monumenta Germaniae Historica.